# 短暂性全面性遗忘
短暂性全面性遗忘是一种神经系统疾病，當病人發病時其短期记忆會暂时出現問題，例如忘記現在、剛剛、几分钟、几小时或几天前發生的事情而且還會不断詢問到底發生了什麼。不過此時患者長期記憶未受損，他依然能記得自己童年的事情，也能認識自己的家人和自己的住宅，自己本身掌握的技能也不會忘記。 
短暂性全面性遗忘发作時間較短，基本上不會超過8小时，之後患者就会恢复正常而且能重新記住事情或者回憶起發病時突然記不起來的事情。大多數患者發病後沒有後遺症或并发症，基本上短暂性全面性遗忘的预后非常好，該疾病甚至不會影響某個地區或某個族群的死亡率，复发率也很低，有15%的患者會多次發病，发作之间的平均间隔为2年。少数患者在發病後認知會受到長期影響。無法確定短暂性全面性遗忘是否会增加中风的风险。另外短暂性全面性遗忘也沒有專門的治療手段。
56岁至75岁的人群最容易發病， 患者的平均年龄为62岁。
短暂性全面性遗忘的發病原因仍然是个谜。 突然浸入冷水或热水中、进行剧烈的身体活动、性交、血管造影或内镜检查、轻微头部创伤、情绪低落（坏消息、冲突或劳累过度）都是誘發因子。